# Кастис, Мэри Энн Рэндольф
Мэри Энн Рэндольф Кастис (Mary Anna Randolph Custis Lee) (1 октября 1808 — 5 ноября 1873) — дочь вирджинского аристократа, дальняя родственница и жена генерала Конфедерации, Роберта Ли. Они поженились в Арлингтоне в 1830 году и в их семье было семеро детей. Мэри Энн пережила мужа на три года и была похоронена рядом с ним в фамильном склепе в Лексингтоне.

## Происхождение
Мэри Кастис была единственным ребенком Джорджа Вашингтона Парка Кастиса и Мэри Ли Фицхью. Считается, что она родилась в 1808 году, но согласно документам, днём её рождения является 1 октября 1807 года. Она родилась на плантации Эннфилд в округе Кларк, где её мать останавливалась во время путешествия.
Её отец был внуком Марты Кастис Вашингтон от её первого мужа Дениеля Парке Кастиса, поэтому Мэри выросла в высшем аристократическом кругу своего времени. Когда у Джорджа умер отец, он был принят в семью Вашингтонов и рос в Маунт-Вернон, что повлияло на него и его дочь.
Мэри была потомком нескольких аристократических фамилий Юга, в том числе Парке Кастисов, Фицхью, Дэндриджей, Рэндольфов, Рольфов и Герардов. Её прадед по отцу, Бенедикт Калверт, был сыном губернатора Мэриленда Чарльза Калверта, 5-го барона Балтимор, предположительно от внебрачной дочери британского монарха Георга I. По матери она происходила от Уильяма Фицхью.
Мэри Кастис получила необычно хорошее для того времени образование. Она интересовалась историей, литературой и философией, изучала греческий язык и латынь. Она так же занималась рисованием, к которому у неё были хорошие способности. На её образование повлияла и жизнь в Арлингтоне, где хранилось множество реликвий, связанных с личностью Джорджа Вашингтона. Её отец знал множество историй о своих родственниках, и многие знаменитые люди приезжали послушать его рассказы. Мэри Кастис довелось общаться с такими людьми, как Джон Маршалл и маркиз Лафайет. Это развивало в ней интерес к политике и культуре.
Другим частым гостем в Арлингтоне был второй лейтенант Роберт Ли, который в 1829 году окончил Вест-Пойнт и в июле того года решал дела, связанные со смертью матери. Он часто посещал Кастисов, с которыми был знаком всю свою жизнь, так как был их родственником через Рэндольфов. По словам Дугласа Фримана: «Ей было 21 год, когда Роберт вернулся из Вест-Пойнта… Она была хрупкой, светловолосой девушкой. Она была аристократична, хотя и не прекрасна. Её нос был немного длинноват, а подбородок немного излишне заострён, но у неё были живые, яркие глаза и лёгкая улыбка».

## Брак
Летом 1830 года Роберт Ли вернулся из Саванны и стал чаще навещать Арлингтон. Время от времени он сопровождал Мэри Энн в Четем-Манор, владения её матери во Фредериксберге. «Когда Мэри уезжала в Четем, Ли тоже приезжал туда, и когда они сидели под деревом на лужайке, он говорил ей всё то, что делает любого жениха красноречивым. Под ними струился Раппаханок, за ним виднелись шпили маленького городка |Фредериксберга, а за городом тянулась гряда холмов: один из них был покрыт лесом, а на другом виднелась небольшая усадьба. Даже будучи солдатом, Ли содрогнулся бы от мысли, что придёт день, когда он будет стоять на вершине одного из этих холмов с подзорной трубой и пытаться рассмотреть сквозь орудийный дым это самое дерево». Отец Мэри не имел ничего против Ли лично, но знал о непростом финансовом положении его семьи и не хотел, чтобы его дочь связывала свою судьбу с человеком, у которого нет ничего, кроме жалованья второго лейтенанта. Мать Мэри относилась к выбору дочери более благосклонно. Осенью (вероятно, в сентябре) Ли приехал к Кастисам в тот момент, когда Мэри читала родителям роман Вальтера Скотт. Миссис Кастиc сказала: «Мэри, Роберт наверняка устал и голоден. Пойди в столовую и сделай ему ланч». Мэри и Роберт прошли в столовую, где у буфета он сделал ей предложение и получил согласие. Отец нехотя дал согласие на брак. Свадьбу назначили на 30 июня 1831 года в Арлингтоне.

## Последние годы жизни
После войны Мэри Энн отправилась с мужем в Лексингтон, где он получил место президента Вашингтон-Колледжа. В Лексингтоне она начала писать мемуары. В этот период она изменила своё отношение к афроамериканцам — после того, как все её негры бросили Арлингтон. Она продолжала рисовать, жертвуя деньги от продаж ветеранам Конфедерации. Но в Лексингтоне она не была счастлива: «Я не могу пустить корни в этой земле, — говорила она, — я слишком стара для этого». Она стойко перенесла смерть Роберта Ли в 1870 году. По его завещанию генерала похоронили в Лексингтоне, в фамильной часовне.
Посещение Арлингтона в 1873 году и смерть дочери Агнессы 15 октября 1873 стали для неё слишком сильным переживанием. Она умерла в 5 ноября 1873 года и была похоронена около мужа в часовне в Лексингтоне.

## Дети
У Ли и Мэри Кастис было семь детей, три мальчика и четыре девочки:
1. Джордж Вашингтон Кастис Ли (1832—1913). Генерал-майор армии Конфедерации и адъютант президента Джефферсона Дэвиса. Не женат.
2. Мэри Кастис Ли (1835—1918). Не замужем.
3. Уильям Генри Фицхью Ли («Руни Ли») (1837—1891). Генерал-майор армии Конфедерации. Дважды женат. От второго брака (с Мэри Тэбб Боллинг) у него было 5 детей, старшего звали Роберт Эдвард Ли III (1869—1922)
4. Энни Картер Ли (18 июня 1839 — 20 октября 1862). Умерла от тифа. Не замужем.
5. Элеонора Агнесса Ли (1841 — 15 октября 1873). Умерла от туберкулеза. Не замужем.
6. Роберт Эдвард Ли (1843—1914). Служил капитаном в артиллерии. Женат дважды, остались дети от второго брака.
7. Милдред Чайлд Ли (1846—1905). Не замужем.